# August Toepler

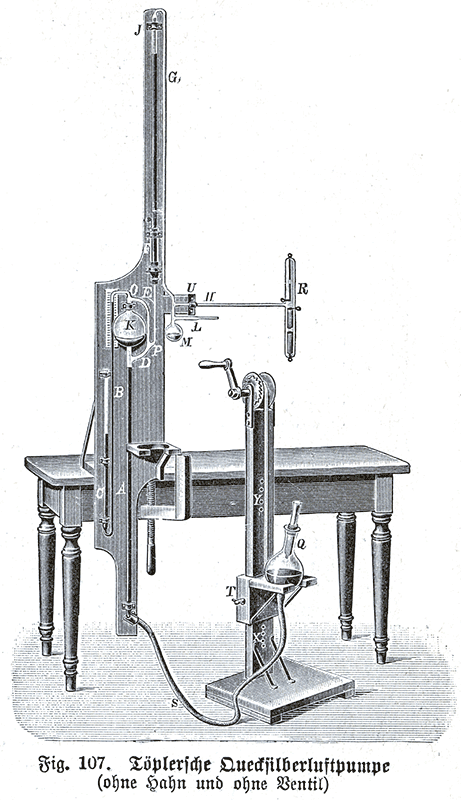
A Toepler-féle higanyos légszivattyú

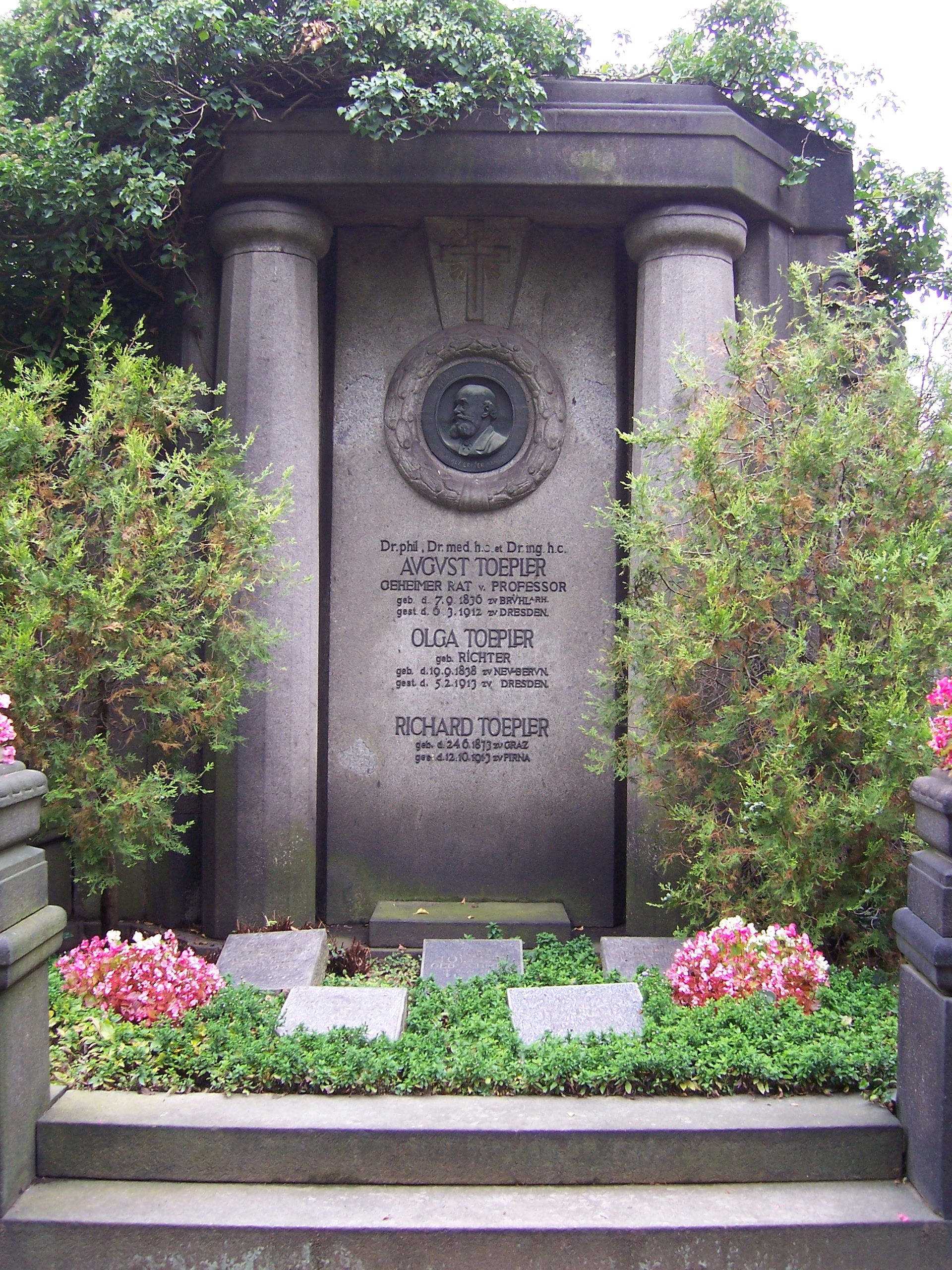
Síremléke Drezdában

August Joseph Ignaz Toepler (Brühl, 1836. szeptember 7. – Drezda, 1912. március 6.) német fizikus.

## Életrajza
Berlinben kémiát és fizikát tanult. Miután tanulmányait elvégezte, a kémia tanára lett a poppelsdorfi mezőgazdasági akadémián. 1864-ben már a rigai műegyetemre hívták meg. Ezután figyelmét mindinkább a fizika felé fordította. 1868-ban a fizika tanára lett Grazban, ahonnét 1876-ban ugyanezen minőségben a drezdai műegyetemre ment. Toepler igen ügyes volt új megfigyelési módok feltalálásában, készülékek szerkesztésében. Ő tette a stroboszkópikus korongot a rezgések megfigyelésére alkalmassá. Szerkesztett egy kénesős légszivattyút minden csap nélkül. Wilhelm Holtz-cal egyidejűleg szerkesztett egy elektromozó gépet, melyet Holtzé kezdetben ugyan kiszorított, később azonban általános elismerést aratott. Az elv, melyet alkalmazott, ugyanaz mint a Holtz-féle gépnél. Később azonban sok korong alkalmazása által igen nagy erőt kölcsönzött gépének. Nevezetesebb munkája: Optische Studien nach der Methode der Schlierenbeobachtung. Ezenkívül több értekezést írt a rezgések felbontásáról, valamint egy optikai rendszer alappontjairól stb. különösen a Poggendorf-féle Annalenba.